# 大山寺縁起 (相模国)
大山寺縁起（おおやまでらえんぎ）とは、相模国（現・神奈川県伊勢原市）にある大山寺にて成立した、縁起物のことである。一般に大山縁起とも呼ばれる。『続群書類従』収録の『大山寺縁起』と、室町時代の後期の頃に成立した『大山寺縁起絵巻』が存在する。

## 大山寺縁起
大山寺縁起は『続群書類従』に収録されており、東大寺初代別当の良弁が大山寺を開山し、聖武天皇によって勅願寺とされ、国家安穏を祈願したとする。

## 大山寺縁起絵巻
『大山寺縁起絵巻』諸本は真名本と仮名本の系統にわかれ、真名本は寛永14年（1637年）の大日本仏教全書に収録されているものを含め11点、仮名本は享禄5年（1532年）の平塚市博物館本を含めて13点、あわせて24点が存在する。なお、真名本と仮名本とは、表記の差異を除けば、構成等に大きな差異はない。
詞書の作者については、平塚市博物館本（享禄5年（1532年））では「祐賢坊乗真」であり、伊勢原市教育委員会本（貞享元年（1684年））では「斎藤一器子外1名」であり、藤沢市教育委員会本（元禄12年（1697年））・大山寺本では「橘盛林」であり、内閣文庫本では「大山寺務賢隆」、町田市勝楽寺本では「平岡伊織頼経」である。
また、絵筆者については、唯一、伊勢原市教育委員会本に「清水七之烝」「清水七右衛門」の記載があるのみで、他の諸本の絵筆者が誰かは全くわからない状態である。
なお、「仮名本」13点のうちで最古とされる「平塚市博物館本」と、後世（江戸時代）の諸本（仮名本）の構成が非常に類似しているため、「平塚市博物館本」が後世の仮名本の基準となった可能性が指摘されている。

### 梗概
以下の梗概は、『大山寺縁起絵巻』の平塚市博物館本 （仮名本、享禄5年（1532年）9月13日制作）による。
相模国の国司であった大郎大夫時忠という人物が、子供に恵まれず、如意輪観音像を製作して、妻とともに祈ったところ、夫婦の夢の中に高齢の僧が現れ、「弥勒菩薩の化身」という法華経一巻を与えて姿を消した。その後夫婦の間に男の子が生まれ、仏の化身とされて、国中から祝福を受けたが、誕生から50日後、野外で赤ん坊が湯浴みしているときに、金色の鷲にさらわれてしまった。
同じ頃、奈良の都に覚明という僧がいて、弥勒菩薩が地上に現れ、大伽藍を建立する夢をみた。翌日、山に入ると、大きな楠の木の枝の間に、金色の鷲が巣をつくっていて、赤ん坊がその中で泣いているのをみた。覚明が不動明王に「夢でみたので、赤ん坊を引き取りたい」と7日間祈ったところ、翌朝、猿が現れて、覚明に赤ん坊を手渡した。覚明はこの子を「金鷲童子」と呼んで、大切に養育した。金鷲童子が19歳になった時、覚明が亡くなったため、童子は執金剛神像を製作し、天下泰平等を祈ると、神像の脚にかかっていた五色の糸から光が放たれて、聖武天皇の宮殿を照らした。その光をみた天皇は、童子の存在を知り、童子を師匠として、仏弟子になるとし、童子は出家して「良弁」と名乗った。良弁は東大寺（金鐘寺）の初代別当となり、華厳宗を確立した。
その頃、時忠は妻とともに各地を何年も放浪し、子供の行方を探していたが、ついに良弁の出自の話を聞いて、奈良に行き、子である良弁と再会した。話を聞いた聖武天皇は、時忠を再び相模国の国司に任じて、良弁が相模国に帰国することを許したが、当地で仏法を広めたらすぐに帰京することを命じた。
相模国で、良弁は大山の山頂から光が放たれているのをみた。良弁は大山に登り、山頂の地面を掘って、不動明王の石像を発見した。そのとき、不動明王が、この山は弥勒菩薩の「兜率天浄土」であると語った。良弁は山中でみいだした霊木で不動明王の像を製作し、その像の前で21日間祈ると、弥勒菩薩の化身である四十九院が現れるなどした。
その後、良弁が山中にある岩窟の下の池の端で、7日間祈ると、池の中から震蛇大王を名乗る大蛇が現れ、「自分は大山を守護しているが、仏の教えを無視していたため、このような姿になってしまった。上人のおかげで兜率天の内院に変わることができたので、今後は大山に垂迹して大山寺を守護したい」と語った。良弁が参拝人のため、水が出るようにして欲しいと大蛇に依頼すると、岩窟の上から水がしたたり落ち、「二重の滝」となった。
こうして大山寺を開山した良弁は、天皇との約束に従い、帰京していった。

### 解説
江戸時代の中期から大山信仰（相模国）が流行することとなった要因として、『大山寺縁起』（正確には『大山寺縁起絵巻』）の内容が民間に伝わったことが指摘されている。
良弁が大山の山頂から光が放たれているのをみるという内容と類似の「放光山伝説」は修験道と関連の深い山岳の縁起によくみられるものであるという。また、良弁が仏像を霊木で製作するという部分に、霊木信仰の存在も指摘される。大蛇が「大山に垂迹して大山寺を守護したい」と語るところには、本地垂迹説による神仏習合の典型的なかたちがみいだされる。
絵巻では、良弁が大蛇に依頼して「二重の滝」が生じるというところで、詞書には記載がない役小角が二鬼神とともに描かれており、絵巻の成立背景に修験道の影響があることがうかがえる。また、大山信仰の根幹の一つとされる、「大山寺」と「水」との関係（水垢離をする修行者など）が鮮明に描写されているとされる。

#### 時忠と良弁の素性
「大郎大夫時忠」と、その子「良弁」の素性については、相模国説、近江国説、折衷説（相模国誕生・近江国移住）の諸説がある。俗姓についても、漆部氏説、百済氏説、百済系渡来人説等の諸説がある。
真名本や『東大寺縁起絵巻』（建武4年（1337年））や『東大寺要録』の記載を併せて考えると、時忠と良弁は相模国の漆部氏と関係が深く、相模国鎌倉郡由井郷か大住郡漆窪のどちらかが出自である可能性が高いとされる。そして、良弁と大山の関係、俗姓と地形や地名、大山との距離、古墳の分布等から、大住郡漆窪（現・神奈川県秦野市北矢名付近。字に「漆窪」や「大夫久保」がある）が出自である可能性がより高いとされる。
そして、時忠、つまり「漆屋（染屋とする説もある）太郎大夫時忠」は、「漆部直伊波」に比定することができると指摘されている。『続日本紀』神護景雲2年（768年）2月戊寅条には、藤原仲麻呂の乱（764年）で功績があった者として、伊波が政府から「大夫」と称されるに匹敵する位階を受け、相模国の「国造」となったとの記載がある。この「国造」は「律令国造」または「令制国造」といわれるもので、一国に一名任命され、祭祀に従事することが多かったとされる。なお、伊波の姓は大和朝廷と関連のある「直」であるため、旧相武国造の系列の豪族である可能性が指摘されている。